# Biserica Paoay
Biserica Sfântul Augustin (în spaniolă Iglesia de San Agustín de Paoay), cunoscută sub numele de Biserica Paoay, este o biserică romano-catolică situată în municipalitatea Paoay, Ilocos Norte, Filipine. Finalizată în 1710, biserica este renumită pentru arhitectura sa distinctă, evidențiată prin contraforturile enorme de pe pereții laterali și din spatele clădirii. A fost declarată drept Comoară Culturală Națională de către guvernul filipinez în 1973 și parte a patrimoniului mondial UNESCO în cadrul grupului colectiv de Biserici Baroce din Filipine în 1993.

## Istoric
Cea mai veche înregistrare istorică a zonei datează din 1593, devenind ulterior parohie augustiniană independentă în 1686. Construcția actualei biserici a fost începută în 1694 de către fratele augustinian părintele Antonio Estavillo și a fost finalizată în 1710. În 1896, biserica a fost redenumită. Unele porțiuni ale bisericii au fost avariate în cutremurele din 1865 și 1885, dar au fost restaurate sub inițiativa fostei prima doamnă Imelda Marcos.

## Arhitectură
Biserica Paoay este exemplul cel mai elocvent din Filipine a arhitecturii coloniale spaniole, supranumită „arhitectură barocă de cutremur” de Alicia Coseteng, o interpretare a barocului european adaptat condiției seismice a țării prin utilizarea unor contraforturi enorme pe laturile și în spatele construcției. Reutilizarea adaptativă a stilului baroc împotriva cutremurelor este dezvoltată drept urmare a multor cutremure puternice care au distrus bisericile anterioare din țară. Arhitectura javaneză care amintește de Borobudur din Java poate fi observată și pe pereții și fațada bisericii.

### Contraforturi
Caracteristica cea mai marcantă a Bisericii Paoay sunt cele 24 de contraforturi uriașe, groase de aproximativ 1,67 metri, pe părțile laterale și în spatele clădirii bisericii. Extinzându-se din zidurile exterioare, au fost concepute ca o soluție împotriva posibilei distrugeri a clădirii cauzată de cutremure. Contraforturile sale în formă de scară (cunoscute sub numele de contraforturi în trepte) de pe părțile laterale ale bisericii oferă acces ușor la acoperiș.

### Pereți
Pereții sunt realizați din pietre coralice mari în partea inferioară și cărămizi la nivelurile superioare. Mortarul folosit în biserică include nisip și var cu suc de trestie de zahăr fiert cu frunze de mango, piele și paie de orez. Zidurile sale sugerează stiluri arhitecturale javaneze.

### Fațadă
Fațada de piatră pare ca un fronton masiv care se ridică de la sol și este construită aplecată spre față. Pilaștrii pătrați și cornișele cu coarde împart fațada vertical, respectiv orizontal. Partea sa de jos este simplă. Caracteristicile gotice sunt prezente și prin utilizarea vârfurilor decorative, în timp ce frontonul triunghiular prezintă elemente chinezești și orientale. Pot fi observate și crenelări, nișe, rozete și stema augustiniană. Fațada este realizată din cărămidă la nivelul inferior și pietre de coral la nivelul superior.

### Clopotniță
Alături de fațadă se află o clopotniță de corali, cu trei etaje, construită separat de clădirea bisericii în partea dreaptă, asemănătoare cu o pagodă. Piatra de temelie a clopotniței a fost pusă în 1793. Acesta se află la distanță de biserică, pentru a o proteja pe aceasta în cazul în care clopotnița se dărâmă în timpul cutremurelor. A servit și ca post de observație pentru revoluționarii filipinezi împotriva spaniolilor în 1898 și pentru gherilele filipineze împotriva soldaților japonezi în timpul celui de-al Doilea Război Mondial. Potrivit istoricilor, clopotnița a servit și ca simbol al statutului localnicilor. Se spune că clopotul suna mai tare și de mai multe ori în timpul nunții membrilor clanurilor proeminente în comparație cu nunțile oamenilor mai săraci.

## Restaurare
Câteva proiecte pentru restaurarea Bisericii Paoay se află în atenția organizațiilor guvernamentale și non-guvernamentale din cauza posibilelor probleme legate de integritatea sa structurală. Administrația locală din Ilocos Norte urmărește reconstrucția mănăstirii bisericii, aflată în prezent în ruine, și reamenajarea ei.

## Declarații
În virtutea Decretului prezidențial nr. 260 din Filipine, Biserica Paoay a fost declarată Comoară Culturală Națională în 1973. Ulterior, biserica a fost desemnată drept patrimoniu mondial UNESCO pe 11 decembrie 1993, împreună cu Biserica San Agustin din Manila, Biserica Santa Maria din Santa Maria, Ilocos Sur și Biserica Miagao din Miagao, Iloilo.